# 末川博
末川 博（すえかわ ひろし、1892年（明治25年）11月20日 - 1977年（昭和52年）2月16日）は、日本の法学者（民法）。法学博士（京都帝国大学・論文博士・1931年）。日本学士院会員。立命館大学名誉総長。京都帝国大学教授、戦後に立命館大学学長・学校法人立命館総長を歴任。立命館では末川を名誉総長として顕彰している。長男は立命館大学名誉教授で歴史学者の末川清。清の妻は日本画家・橋本関雪の孫娘。勲四等瑞宝章（1942年）、従四位（1945年）。岡松参太郎に師事。弟子に谷口知平、亀井秀夫、石本雅夫、浅井清信、草鹿浅之介、吉田五郎など。筆名に欽風生。

## 人物

### 経歴と業績
- 1892年 - 山口県玖珂郡玖珂町（現：岩国市）に生まれる。
- 旧制岩国中学（現：山口県立岩国高等学校）を経て1914年に第三高等学校を卒業。
- 1917年 - 京都帝国大学法科大学卒業
- 1919年 - 京都帝国大学大学院法科修了。京都帝国大学法学部講師
- 1920年 - 同助教授。
1922年から1924年 - ハーバード大学・プリンストン大学など欧米で法律研究。
- 1925年 - 京都帝国大学教授となる。民法・ドイツ法講座を担当。
- 1930年 - 岩波書店より『岩波六法全書』を刊行。
- 1931年 - 法学博士（京都帝国大学）（学位論文「権利侵害論」）。
  - 京都帝国大学在職中は主として不法行為法の研究を行い、現行民法の1条3項に記された「権利濫用の原理」を確立させる。

### 京大事件（滝川事件）から終戦まで
- 1933年 - 滝川事件が起こり京都帝国大学を依願免官、次いで、恒藤恭とともに大阪商科大学（現：大阪市立大学）専任講師となる。末川自身は「この事件は滝川幸辰個人に加えられた弾圧ではなく、日本の学問の自由と大学自治に加えられた弾圧だったから京大事件と呼ぶべきだ」と語り、大隅健一郎・田畑茂二郎・勝本正晃などの京大教授経験者は京大事件と称している[1]。
- 1935年 - 竹田省と共に共同責任編集で民商法雑誌を創刊。
- 1936年 - 同志社大学法学部の嘱託講師を兼任するも文部省思想局長伊東延吉の圧力により解職される[2]。
- 1940年 - 大阪商科大学教授となる。
- 1943年 - 村田省蔵駐フィリピン大使により比島調査委員会委員に任命され、フィリピンの占領地調査の法制度調査に従事。

### 立命館大学学長・総長

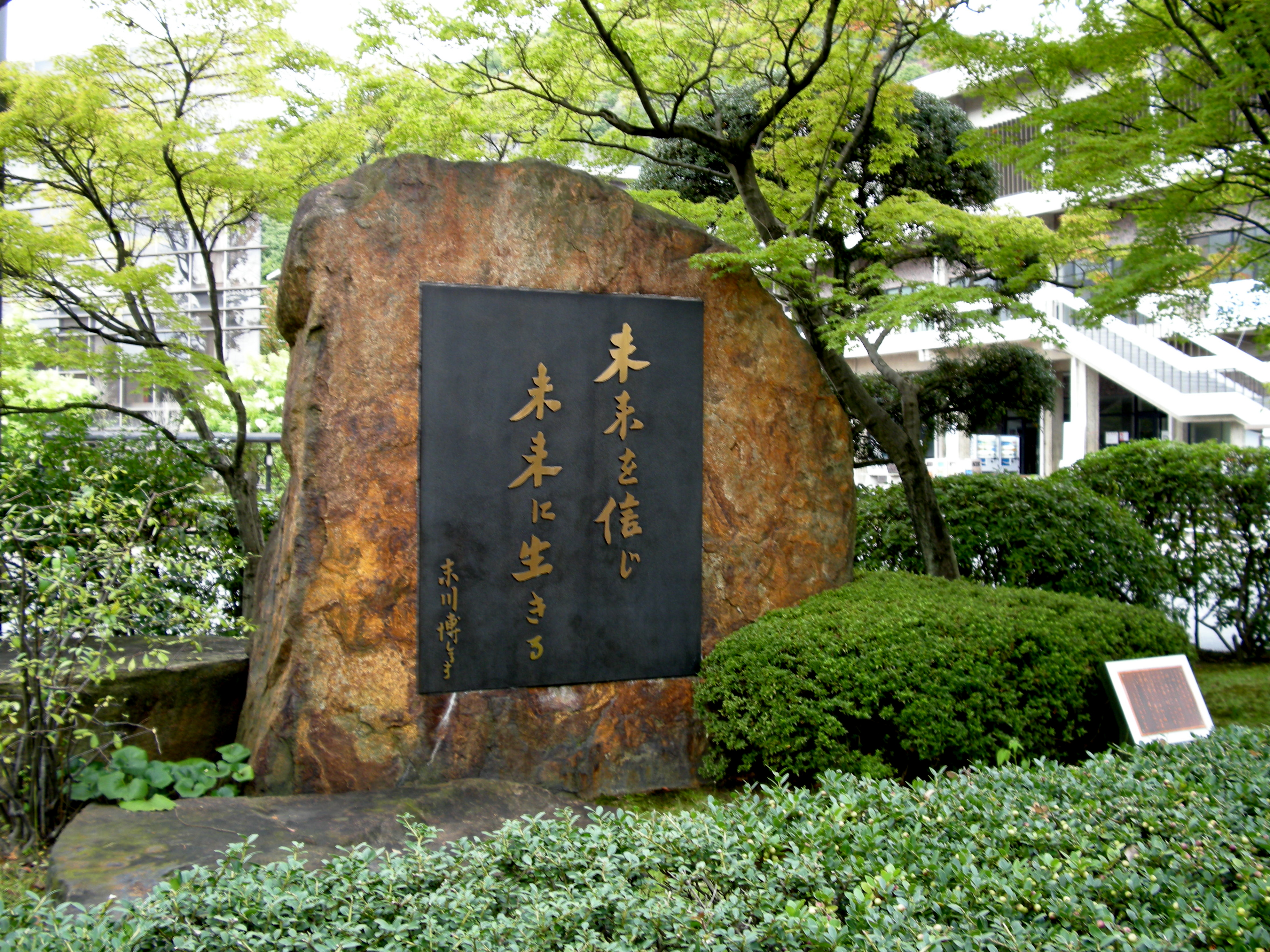
末川博記念碑（衣笠キャンパス）
末川博 名誉総長のことば「未来を信じ 未来に生きる」が刻まれる記念碑。末川記念会館前の木立に立つ。

- 1946年 - 第二次世界大戦が終結すると立命館大学が末川を学長に迎える。なお、京都大学も末川を学長に迎える考えであった。末川は立命館大学の抜本的改革に着手、憲法と教育基本法を尊重して「平和と民主主義」を教学理念に据えた。
- 1947年 - 鳥養利三郎（京都大学学長）、湯浅八郎（同志社大学総長）、岩崎卯一（関西大学学長）、神崎驥一（関西学院大学院長）とともに京都大宮御所に召し出され、昭和天皇の前で座談会形式により「最近の学内事情」について奏上を行った[3]。
- 1949年 - 理事者・評議員・専任教職員・学生・生徒からなる全学代表による総長公選制（初の選挙により同大学総長就任）を導入。
- 同年、学園運営の重要事項の合意を形成する理事会・教授会・学友会・教職員組合などの全ての学園組織と学生の代表を加えた全学協議会制度を創設する。
- 以降、学生・大学院生・教職員と理事会の協議の場を拡大、教学の民主的発展に最大の努力を行い、末川の思想に基づき「立命館民主主義」と呼ばれる学園運営を行う。

- 大学運営の傍ら、1950年の平和問題談話会発足時には主要メンバーとなる。
- 1950年 - 日本学士院（当時の第一部人文科学部門）会員になる。同年12月13日には、第一部の新会員一同とともに昭和天皇から皇居に招かれ午餐を陪食した[4]
- 1953年 - わだつみ像を立命館大学で受け入れることを決定する。
- 1960年 - 『民事法学辞典』を編集。
- 1969年 - 立命館大学総長を退任。
- 1970年 - 京都市名誉市民の称号を受ける。
- 第10回参議院議員通常選挙に三里塚芝山連合空港反対同盟の戸村一作が立候補すると、小田実らの「三里塚闘争と戸村一作氏に連帯する会」に参加した[5]。
- 1977年2月8日 - 京都市左京区の自宅で脳血栓のため倒れる。京都府立医科大学附属病院に入院して治療を受ける[6]が2月16日に死去[7]。墓所は大谷本廟。

## 家族
- 父・末川庄橘（1869-1938） ‐ 山口県玖珂郡玖珂村村長。村一番の小地主・重弘家に生まれ、陽明学者・東沢潟の私塾に通ったが、チフスで夫婦を失った末川家に12歳で養子に入る[8]。
- 母・ミキヨ（1872-1906） ‐ 15歳で結婚し、33歳で病死[9]。
- 弟・末川悍 ‐ 医学博士
- 妻・八重 ‐ 大塚慊三郎の八女、大塚武松、大塚有章の妹、姉婿に河上肇
- 長男・末川清（1933-2011） ‐ 立命館大学歴史学教授。妻は橋本関雪、池松時和の孫。
- 孫・末川研（1961-2010） ‐ 清の長男。アニメ・プロデューサー。京都大学理学部卒業後、バンダイ、総合ビジョンに勤務し、アニメ『忍たま乱太郎』、『十二国記』などを担当、2009年より京都情報大学院大学の客員教授として「クリエイティブ産業の研究」の講義を担当した[10]。

## 京都大学と末川
末川は滝川事件後、大阪商科大学で教鞭を執る傍ら、滝川事件により辞職した助教授・副手の復帰に向けて活動していた。これには京大法学部は滝川事件により教員の2/3を失い、その再建は困難を極めていたという背景があった。当時の学部長の中島玉吉は鳩山文相を訪問し、助教授四名・講師一名・助手三名の復職についての諒解を求めた。
これと同時に法学部同窓会である有信会が復帰工作を始め、特に京大出身で裁判所内の実力者であった大審院判事の細野長良は末川・恒藤恭と面会している。
末川・恒藤は細野の要請を受け、復帰の内諾を得た6人と共に立命館大学学長に就任していた佐々木惣一の元を訪ねている。
終戦後、元教授たちに対しても京大への復帰が要請され、法学部執行部部長である黒田覚は10月31日の法学部学生大会の席上で宮本・瀧川・末川・恒藤の四教授復職を確約した。しかし末川はこの時点で京大復帰を拒否しており、｢復帰の正式交渉は受けていない｡しかし万一そんな話を持込んできてもはっきり断るまでだ。官等や位階勲等を身につけて講壇に立っている官立大学にどうして真に民主主義的な学園が生まれよう｡研究の自由大学の自治が期待出来よう。欧米の有名な大学､権威ある大学は殆んど私立である。私学においてこそ学的良心に反しない研究態度が求め得られるのだと信じている｡ともかく現在のような教授の顔触れの中-私が再び仲間入するようなことがあれば､凡そ頭脳を疑われると思うがね」と新聞記者の取材に対して答えた。
立命館大学法学部学舎「存心館」1階ホールには、彼の言葉が掲げられている。
法の理念は
正義であり
　法の目的は
平和である　だが
　法の実践は
　　社会悪と
　　たたかう
闘争である

末川個人については、自伝(『彼の歩んだ道』)（岩波新書、1965年）など、滝川事件については『末川博関係資料昭和八年・京大事件関係資料』（立命館大学図書館、1987年）に詳しい。ほかにも『末川博随想全集』全10冊（栗田出版会、1971-1975年）や、追悼文集『追想末川博』（有斐閣、1979年）、伝記『末川博─学問と人生─』（兼清正徳著、雄渾社、1997年）等で末川を知ることができる。

## 学問
末川は民法学の泰斗である我妻栄に並び「東の我妻、西の末川」と称される関西の民法学の雄であった。我妻は末川を引き合いに出し「今、京都帝大では末川先生がエネルギッシュに多くの優れた論文を発表して日本の民法学をリードしておられる。末川先生の指導のもとで、優秀な若い研究者が懸命に勉強している。東大も頑張らないと京大に圧倒されてしまうかもしれない。お前もそのつもりでしっかりやれ」と教え子の川島武宜を激励していた。
特に「権利侵害論」に関する功績が大きく評価されている。末川の考え方は以下のように整理される。
法規には人に一定の行為を命令する命令的法規と、人の一定の態様を許容し、これに一定の権利を与える許容的法規の区別があり、近代法においては許容的法規の方が優越的地位を占めている。ところが、権利は法秩序の一部であるから、そのような権利を侵害することは法秩序を侵害することと同義であり、それは違法と評価される。そのような意味で権利というものは客観的な法秩序の一部であるから、権利侵害は当然に違法な行為であるという評価を受けることになるのであるが、法律はそういう許容的法規だけではないのであって、命令的法規もあるから、法律の命令に違反するような行為、あるいは法律の命令に反しなくても公序良俗に反するような行為は権利の侵害でなくても違法性を帯びる。
このような権利侵害の考え方は我妻栄に受け継がれ相関関係説に発展し、戦後は我妻民法学を承継した加藤一郎によって受忍限度論に発展させられた。
末川は物権行為の独自性を唱えていた。この説自体はドイツに存在する説であり、他の学者に唱えるものもあったが、末川の理論はそのようなドイツの学説の引き写しではなく、日本の社会的実態をも深く考察した独創的なものであった。すなわち、日本では単に契約を締結しただけで所有権が移転すると考えられているのではなく、人々は代金の支払いなどをもって初めて所有権が移転したことを認識していると指摘した。この観点からの理論構成は川島武宜に高く評価され、大村敦志も無視できない指摘と評価する。

## 六法全書
末川の極めて大きな社会的業績としては現在の六法全書の形を作り上げたことが挙げられる。末川が六法全書を刊行する以前にも六法全書という名の付いた法規集が有斐閣などから刊行されていたが、それらは非常に高価で、さらに民法、商法などに分冊された形式であった。
1927年（昭和2年）、末川は旧来の不便な六法を改善するため、事項索引および参照条文付きの法文集の発行を考え、岩波茂雄にその考えを打ち明けた。岩波茂雄はその六法を岩波文庫の中に収録することを考えていたが、当時岩波宅に寄宿していた東京地裁判事・安倍恕（貴族院議員、学習院長、文部大臣を務めた安倍能成の弟）の実務家としての助言を受けて、六法全書としての刊行を応諾した。
現在と異なり、参考とするべき六法がなかったため、事項索引および参照条文の作成作業には2年を費やした。この作成作業には末川本人のほか末川研究室より門下生の谷口知平、亀井秀夫、石本雅夫が、実務家(いずれも裁判官)からは山口友吉、山崎一郎、大江保直、安倍恕が従事した。
末川の創意工夫を凝らした六法全書は一世を風靡し、岩波茂雄がこのような六法が売れるかと不安であったにもかかわらず取次店から当時としては異例の7000部の注文があり、末川と岩波は驚愕した、と言われている。岩波版六法全書の発刊により旧来の不便な六法は淘汰され、有斐閣の社長であった江草四郎は六法の発行を取りやめることを決定した。

## 戦時中の発言
平和運動に邁進した末川だが、戦時中は著書で「事あらば命に従って急に赴くの用意と覚悟とのもとに平常時よりも一段とさかんな意気と感激をもって学問に精進することを要する。将来をになう者としての自覚と責任感、そして同年配の友の多くが銃をとりハンマーをにぎりしめている雄姿を思うての反省、それらによって学問への熱意はいよいよ高めらるべきである」（『歴史の側面から』中央公論社、1942年）という発言をしていた。戦後、内閣調査室の職員が進歩的文化人攻撃のため「「全貌」編集部」と名を偽り出版した暴露本『進歩的文化人――学者先生戦前戦後言質集』（1957年、全貌社）はこの発言を引用して、末川について「学徒出陣を堂々と強調」と評した。

## 著書・共著

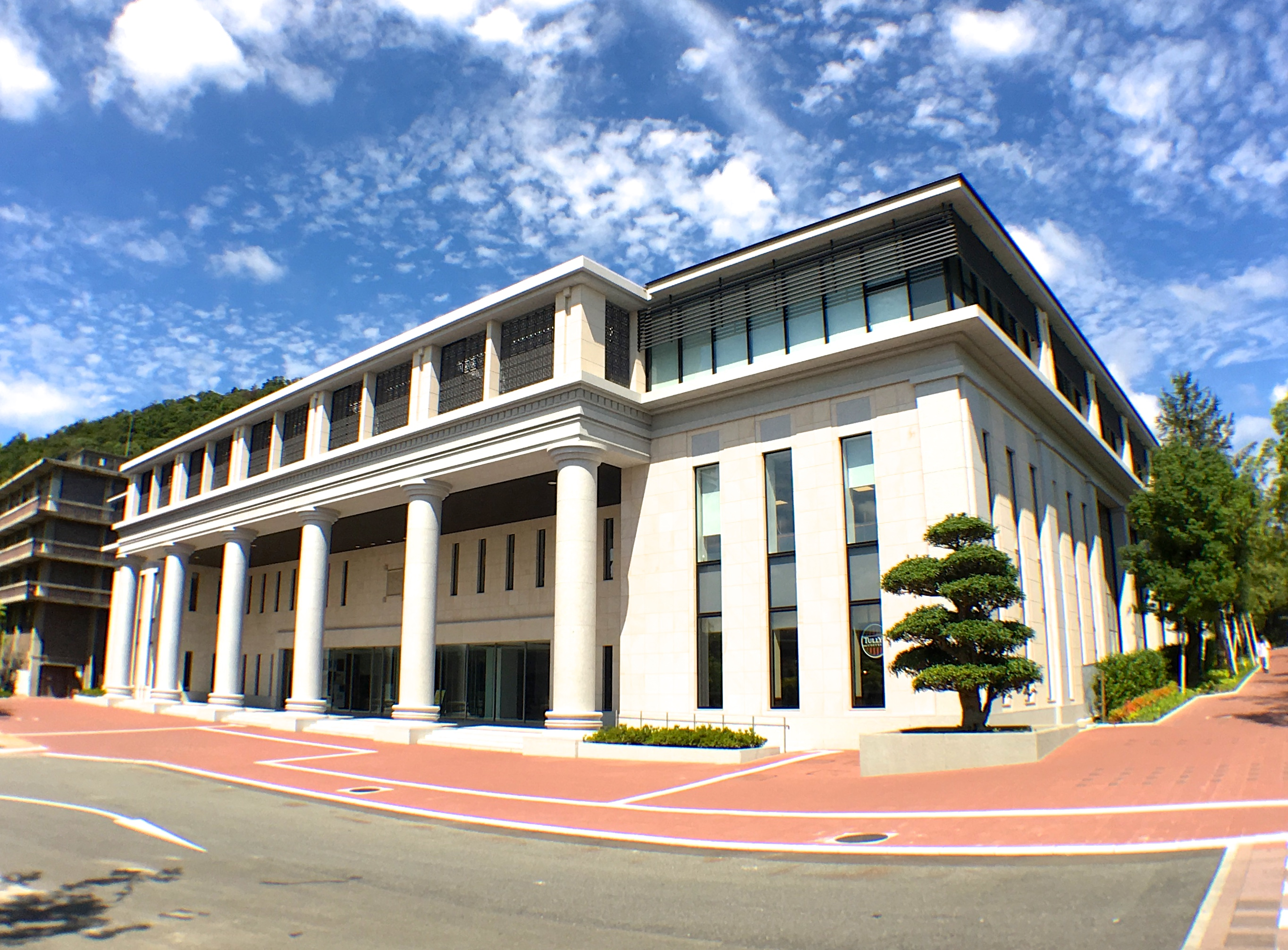
平井嘉一朗記念図書館（立命館大学）
衣笠キャンパスにある平井嘉一朗記念図書館には「末川文庫」が入っている。

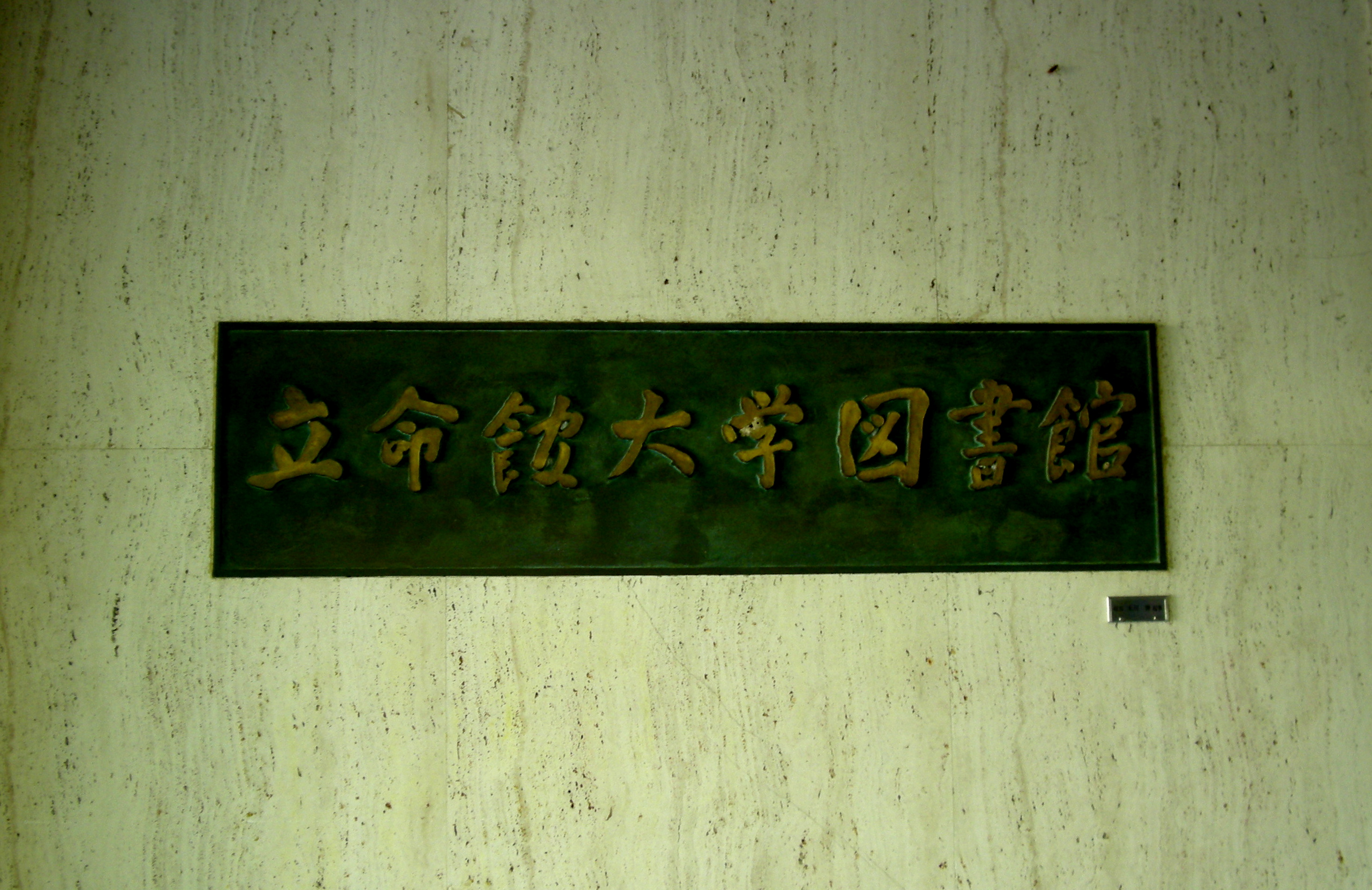
「立命館大学図書館（現存せず）」銘板
字は学校法人立命館 末川博名誉総長による

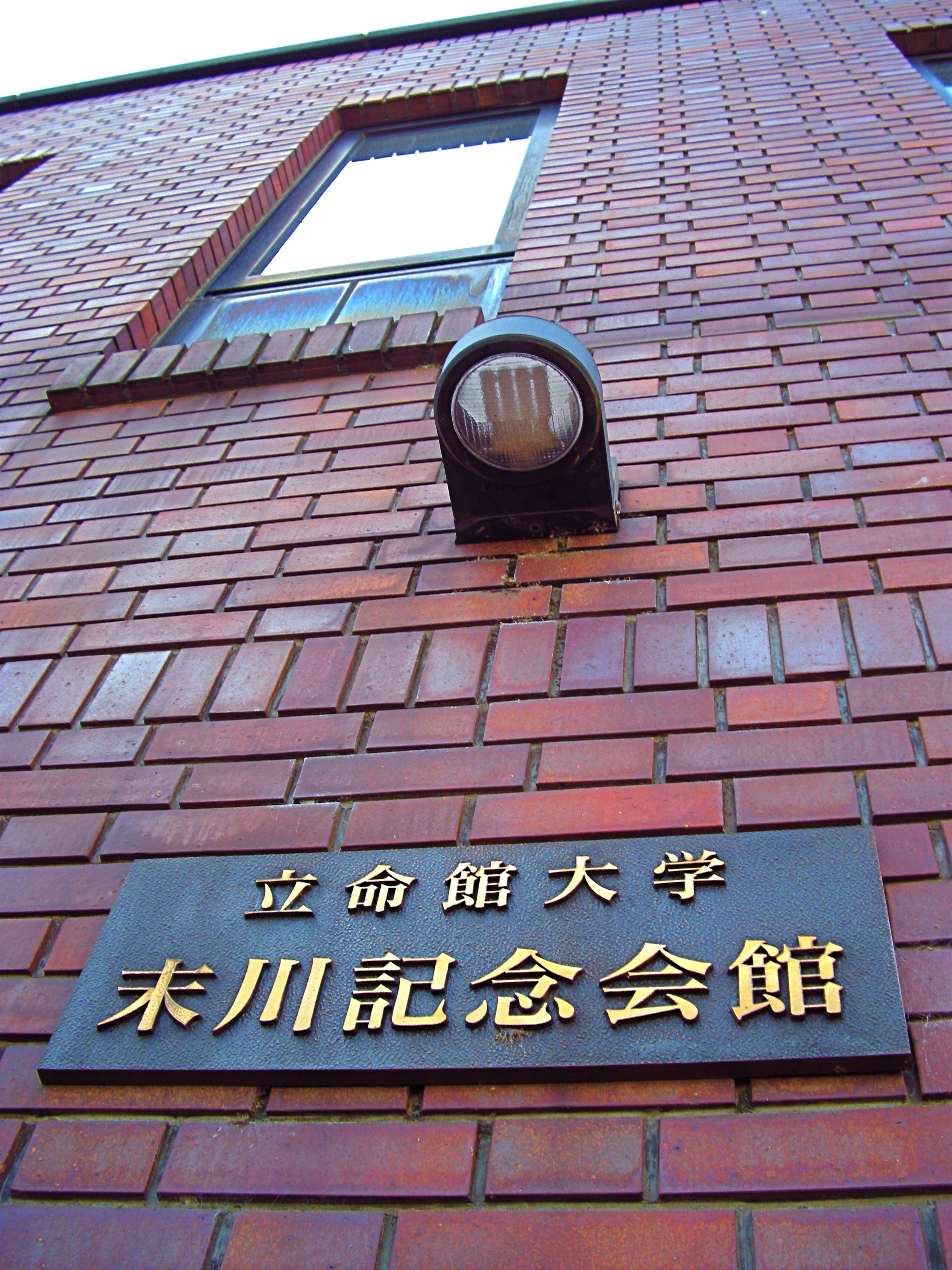
「末川記念会館」（京都市北区）
1983年（昭和58年）、末川名誉総長の業績を記念して建設された（立命館大学衣笠キャンパス構内）。

- 『民法上の諸問題（昭11年）』（1911年）
- 『所有権・契約その他の研究』（1939年）
- 『判例民法の理論的研究〈第1巻〉』（1942年）
- 『歴史の側面から』（1942年)
- 『民法及び統制法の諸問題』（1942年）
- 『真実の勝利』（1948年）
- 『法律と人間』（1948年）
- 『新民法と家事審判法』（1948年）
- 『権利侵害論』（1949年）
- 『権利濫用の研究』（1949年）
- 『平和のちかい』（1951年）
- 『民法〈下 第1〉』（1951年）
- 『現代法学講座』（1952年）
- 『民事法の諸問題 - 末川先生還暦記念科』（浅井清信共著、1953年）
- 『法学辞典〈追録 第2〉』（1954年）
- 『憲法と近代的人間像』（1955年）
- 『日本の憲法 - なぜ守らねばならないかなぜ変えてはいけないか』（1955年）
- 『民法総則・物権法』（1956年）
- 『物権法』（1956年）
- 『法学辞典』（1956年）
- 『契約法〈上〉総論』（1958年）
- 『法学講要〈上〉〈下〉』（1958年）
- 『民法論集』（1959年）
- 『民法〈上〉総則・物権・債権』（1959年）
- 『民事法学辞典〈上巻〉〈下巻〉』（1960年）
- 『政暴法』（田畑忍共著、1961年）
- 『法律』（1961年）
- 『下級審民事判例総覧〈第1～第10〉』（1961年～1964年）
- 『権利の濫用〈上〉〈中〉〈下〉―末川先生古稀記念』（1962年）
- 『占有と所有』（1962年）
- 『法律の内と外』（1964年）
- 『時と人を追うて』（1964年）
- 『河上肇研究』（1965年）
- 『彼の歩んだ道』（岩波新書、1965年）
- 『現代の対話』（桑原武夫、湯川秀樹、梅原猛共著、雄渾社、1966年）
- 『現代青年に訴う』（1966年）
- 『法学入門』（1967年）
- 『生きるということ』（1967年）
- 『最高裁民事判例批評最高民集』（1966年～1967年）
- 『社会科学への道標』（1967年）
- 『戦争と平和〈第1〉戦争と平和』（1968年）
- 『戦争と平和〈第2〉戦争と政治』（1968年）
- 『戦争と平和〈第3〉戦争と経済』（1968年）
- 『未来に生きる』（1968年）
- 『変革への道―先覚者のことば』（1968年）
- 『学問の周辺〈続〉』（有信堂、1971年）
- 『末川博随想全集〈第1巻〉～〈第8巻〉』（栗田出版会、1971年、1972年）
- 『平和の思想』（湯川秀樹共著、雄渾社、1973年）
- 『戦争と経済』（小椋広勝、島恭彦共著、雄渾社、1973年）
- 『戦争と平和』（井上晴丸、細野武男共著、雄渾社、1973年）
- 『戦争と技術』（星野芳郎共著、雄渾社、1975年8月）
- 『基本労働六法』（労働旬報社、1977年3月）
- 『考える精神』（大和出版、改訂版 1977年11月）
- 『民法 (上)』（ISBN 4805100095、千倉書房 全訂版 1985年1月）
- 『憲法(上)(下)』（佐藤功、小野清一郎共著、ISBN 4641901821、ISBN 464190183X、有斐閣; 新版 2001年12月）
- 『法学入門(有斐閣双書)』（ISBN 464111255X、有斐閣 第5版補訂2版、2005年2月）

## 門下生
- 谷口知平 - 大阪市立大学教授
- 亀井秀夫 - 大阪府立大学教授
- 石本雅夫 - 大阪大学教授
- 浅井清信 - 立命館大学教授
- 草鹿浅之介 - 大阪高検検事長、最高裁判所判事
- 吉田五郎 - 八幡大学学長